# Harri Koskela
Harri Koskela, född den 8 oktober 1965 i Lappo, Finland, är en finländsk brottare som tog OS-silver i lätt tungviktsbrottning i den grekisk-romerska klassen 1988 i Seoul.